# Panzerzug La Rafale
Der Panzerzug La Rafale (vietnamesisch: Nha-Trang, deutsch: Windhauch oder Feuerstoß im militärischen Kontext) war ein Panzerzug der Fremdenlegion aus der Zeit des Indochinakrieges.

## Geschichte
Am 13. Februar 1948 begannen die Việt Minh mit einem Angriff im Süden von Annam. Dabei zerstörten sie die wichtigste Verbindungsstraße. Die Versorgung der kleinen Küstenstädte, wie Ninh Hòa, Phan Thiết oder Nha Trang, konnte nur noch über die Nord-Süd-Eisenbahnstrecke gewährleistet werden. Wenige Tage später fuhr ein Personenzug nach Phan Thiết, wurde von der Việt Minh jedoch gestoppt und die Passagiere getötet. Der Kommandeur des Sektors Süd-Annam setzte aufgrund dieses Vorfalls einen Panzerzug ein, um die Eisenbahnlinie zu schützen. Dieser Panzerzug wurde dem 2. Infanterie-Fremdenregiment der Fremdenlegion (2ᵉ R.E.I.) unterstellt. Die Zusammenstellung und der Bau begann im Mai 1948 und wurde am 10. November 1948 abgeschlossen. Ideen für den Bau kamen unter anderem von einem ehemaligen deutschen Offizier der Kriegsmarine, dem damaligen Caporal-Chef Emil Kaunitz.

## Technische Daten

### Lokomotive
Der Panzerzug La Rafale verfügte über zwei Dampflokomotiven, welche nur punktuell oder gar nicht gepanzert waren.

### Artilleriewagen

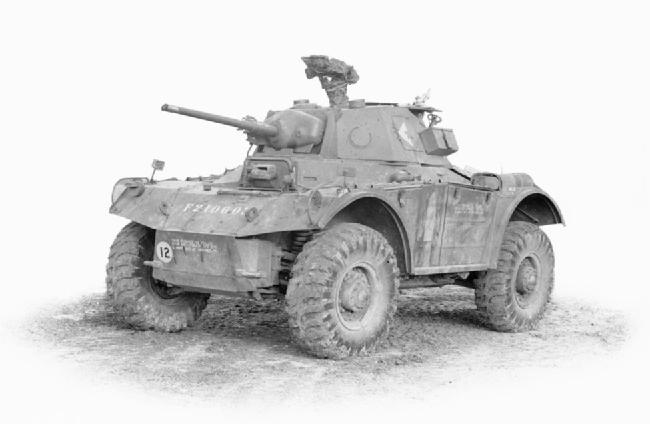
Coventry-Panzerspähwagen, solch ein Panzerturm wurde im Panzerzug verwendet.

Der Panzerzug La Rafale verfügte über vier Artilleriewagen. Der erste verfügte über eine 4-cm-Kanone in einem Panzerturm eines Coventry-Panzerspähwagen. Dieser befand sich auf dem Dach eines ehemaligen Passagierwagens. Der zweite Artilleriewagen war ebenfalls ein ehemaliger Passagierwagen, welcher auf dem Dach einen Geschützturm mit einer 2,5-cm-Zwillingskanone trug. Der dritte Artilleriewagen verfügte über einen 6-cm-Granatwerfer und der vierte über einen 8,1-cm-Granatwerfer. Die Panzerung wurde durch Panzerplatten, Ziegel und Beton gewährleistet. Zusätzlich gab es mehrere Schießscharten, durch welche die Soldaten mit ihren Handfeuerwaffen feuern konnten.

### Maschinengewehrwagen
Der Panzerzug La Rafale verfügte über vier Maschinengewehrwagen. Diese waren mit je zwei Reibel-Maschinengewehren ausgerüstet. Die Panzerung der Wagen bestand, wie bei den Artilleriewagen, aus angeschweißten Panzerplatten, Ziegeln und Beton. Auch diese Wagen verfügten über mehrere Schießscharten, um mit Handfeuerwaffen aus dem Panzerzug feuern zu können.

### Abstoßwagen
An der Spitze und am Ende des Panzerzug La Rafale befanden sich jeweils ein Abstoßwagen, beziehungsweise ein Lotsenwagen. Dieser sollte mögliche Minen vor dem wichtigen Panzerzug zur Detonation bringen oder Beschädigungen der Gleise frühzeitig aufklären.

## Einsatz
Mit der Fertigstellung im November 1948 begannen die Patrouillenfahrten des Panzerzuges. Die zu schützende Eisenbahnstrecke von Nha Trang über Tour-Charm, Phan-Ry und Phan Thiết hatte eine Länge von 250 km. Diese konnte der Panzerzug mit einer maximalen Geschwindigkeit von 25 km/h auf gerader Strecke bewältigen. Dabei fuhr der Panzerzug immer als erstes, gefolgt von mehreren anderen Passagier- und Versorgungszügen im Abstand von 300 m.
Am 29. April 1949 sollte der Panzerzug aufgehalten werden. Aus diesem Grund zerstörte die Việt Minh je eine Brücke vor und hinter dem Panzerzug. Die Reparaturen konnten aber recht zügig beendet werden und bereits am nächsten Tag setzte der Panzerzug seine Fahrt fort.
Am 26. Juli 1949 kam es zu einem Mörserangriff auf den Panzerzug. Bis auf einige kleinere Beschädigungen blieb der Panzerzug jedoch unbeschädigt.
Am 16. September 1951 kam es zu einem schweren Gefecht. Einer der Abstoßwagen fuhr auf eine Mine auf, entgleiste und die Besatzung wurde vom Wagen geworfen. Dabei wurden zwei Personen verletzt und eine getötet. Zeitgleich wurde der hintere Teil des Panzerzuges aus dem Hinterhalt angegriffen. Mithilfe von Flugzeugen konnte der Angriff unterbunden werden und der Panzerzug daraufhin weiter fahren. Nur wenige Minuten später wurde einer der Mörserwagen mit einer Panzerfaust angegriffen und schwer beschädigt. Am Abend wurde der hintere Teil des Panzerzugs erneut angegriffen, wodurch drei Legionäre getötet wurden. Alle Kämpfe zusammen dauerten 17,5 Stunden.
Mit dem Ende des Indochinakrieges endete auch die Dienstzeit des Panzerzug La Rafale. Im Juli wurde der Panzerzug offiziell außer Dienst gestellt und blieb, rostend und beschädigt, auf einem Nebengleis stehen. Obwohl man den Panzerzug an Südvietnam übergab, nutzte die Regierung ihn nicht weiter und musterte ihn aus.

## Zugbesatzung
Die Besatzung bestand aus 100 Soldaten des 2. Infanterie-Fremdenregiment der Fremdenlegion (2ᵉ R.E.I.).

## Zusammensetzung
Die Zusammensetzung des Panzerzuges variierte oftmals. Gesichert ist jedoch, dass die folgende Anzahl an Rollmaterial genutzt wurde:
- 2× Abstoßwagen
- 2× Pionierwagen
- 2× Dampflokomotiven
- 1× Kommandowagen
- 4× Artilleriewagen
- 4× Maschinengewehrwagen
- 1× Krankenwagen

## Abzeichen
Das Abzeichen des Panzerzugs La Rafale war ein silbernes und kreisrundes Stahlabzeichen. In der Mitte gab es, auf einem grün-roten Hintergrund, einen orientalischen Drachen. Dieser schlängelte sich von rechts nach links unter einer siebenflammige Granate durch. Etwas weiter draußen gab es, rund herum, die französische und lateinische Inschrift TRAIN BLINDE – AES TRIPLEX DEO JUVANTE (deutsch: Panzerzug – Großen Mut mit Gottes Hilfe). Geschaffen wurde dieses Abzeichen 1948.